# South Stradbroke Island
South Stradbroke Island ist eine große Sandinsel an der Ostküste Australiens. Sie liegt im Süden des Staates Queensland und trennt die Moreton Bay vom Korallenmeer (einem Randmeer des Pazifischen Ozeans). Die Insel ist etwa 22 Kilometer lang und bis zu 2 Kilometer breit. Sie ist die kleinere der Stradbroke Islands und die am weitesten südlich liegende Insel in der Moreton Bay. Ihre Südspitze ist dem nördlichen Ende der Gold Coast vorgelagert.

## Geschichte
Bis ins Jahr 1896 war South Stradbroke Island Teil der großen Sandinsel Stradbroke Island. Stradbroke Island wurde im Jahr 1770 von James Cook passiert, blieb dabei jedoch namenlos. 1803 landete der Entdecker Matthew Flinders auf der Insel, um die Trinkwasservorräte seines Schiffs aufzufüllen. Flinders kartographierte große Teile der Insel und der Moreton Bay. Dabei übernahm er auch den Aborigines-Namen der Insel Minjerribah. 
Erst im Jahr 1827 wurde die Insel Stradbroke Island genannt. Dies geschah durch Henry John Rous. Dieser benannte die Insel nach dem Titel seines Vaters, des Earl of Stradbroke. Rous selbst führte den Titel des Viscount Dunwich, nach dem er den Hauptort der Insel benannte. 
In den frühen 1890er Jahren strandete an der Seeseite der Insel ein Frachtschiff, das Rum geladen hatte. Um den Rum abzutransportieren, trugen die Einwohner der Region die Sanddünen auf der Insel ab, um den Rum leichter über die an dieser Stelle recht schmale Insel zu transportieren und auf kleinen Booten durch die Moreton Bay ans Festland zu bringen. 1896 kam es zu einem großen Sturm, bei dem an derselben Stelle ein großes Dampfschiff strandete. Dieses hatte unter anderem einige Tonnen Dynamit geladen, welche nach der Strandung des Schiffes explodierten. Die starke Brandung während des Sturms führte dazu, dass diese recht schmale und flache Stelle der Insel überspült wurde und schon bald war ein dauerhafter Kanal entstanden. Dieser Kanal, der den Namen Jumpinpin Channel erhielt, teilte die Insel fortan in North Stradbroke Island und South Stradbroke Island. 
Im Gegensatz zu North Stradbroke Island blieb South Stradbroke Island in der Folgezeit von kommerziellen Aktivitäten und dem industriellen Abbau von Sand weitgehend verschont und befindet sich in einem vergleichsweise ursprünglichen Zustand.

## Gegenwart
South Stradbroke Island ist die weniger erschlossene der beiden Stradbroke-Inseln. Auf ihr gibt es keine permanente Siedlungen und auch keine befestigten Straßen. Es gibt lediglich zwei Touristenresorts sowie mehrere Campingplätze auf der Insel. Große Teile der Insel sind im South Stradbroke Island Conservation Park zusammengefasst, was eine kommerzielle Nutzung der Ressourcen oder Massentourismus verhindert.

## Tourismus
South Stradbroke Island lebt vom Tourismus, wenngleich dieser nur in sehr geringem Umfang betrieben wird. Auf der Insel gibt es zwei Resorts, Couran Cove Resort und South Stradbroke Island Resort, auch bekannt als Tipplers Resort. Daneben gibt es einige Ankerplätze für Jachten sowie eine Reihe von ruhigen und abgelegenen Campingplätzen auf der Insel. Die Strände im Westen der Insel sind ruhig und flach, jene im Osten der Insel bieten perfekte Bedingungen für Surfer.

## Flora und Fauna
South Stradbroke Island besteht hauptsächlich aus Sand und Sanddünen. Große Teile der Insel sind mit subtropischen Wäldern bewachsen, von denen große Teile im South Stradbroke Island Conservation Park geschützt sind, während einige kleinere Flächen auch aktiv bewirtschaftet werden. In den geschützten Wäldern haben viele Pflanzen und Tiere einen sicheren Lebensraum gefunden, darunter auch das Golden Wallaby, das nur auf dieser Insel vorkommt.